# Alte Kapelle (Laatzen)

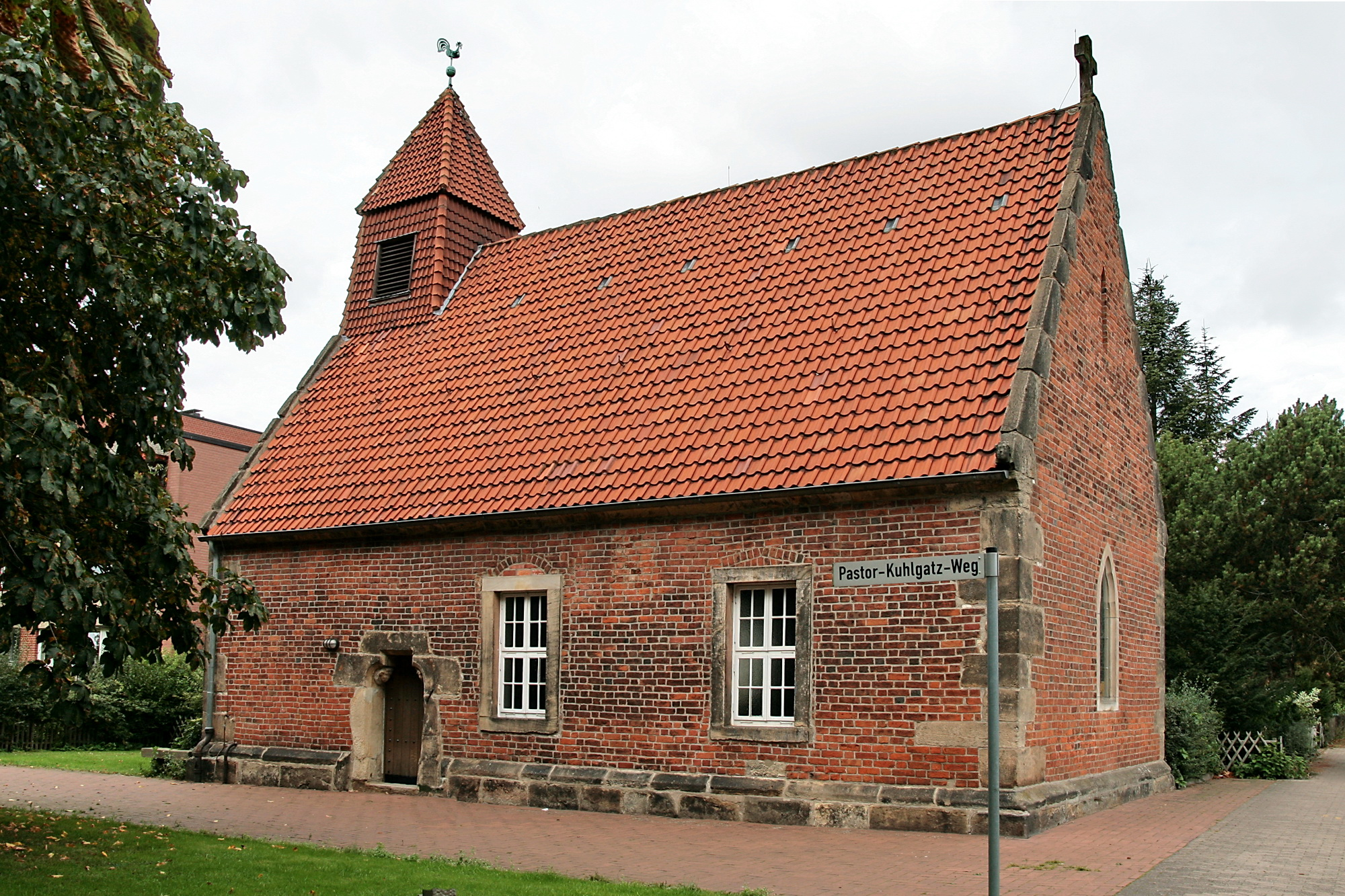
Alt-Laatzen, Kapelle

Die Alte Kapelle in Laatzen bei Hannover ist ein historisches Gotteshaus. Sie befindet sich in der Alten Rathausstraße 40 und gehört zur evangelisch-lutherischen Immanuel-Kirchengemeinde im Kirchenkreis Laatzen-Springe der Evangelisch-lutherischen Landeskirche Hannovers.

## Geschichte
Die Alte Kapelle in Laatzen gilt als südlichst gelegenes Bauwerk der Norddeutschen Backsteingotik. Zudem ist sie das älteste Gebäude Laatzens. Bereits im Jahr 1325 wurde die Kapelle urkundlich erwähnt. 1529 wurde das Gotteshaus evangelisch. Während des Zweiten Weltkriegs brannte die Kapelle 1943 bis auf die Grundmauern aus und wurde 1953/54, bis auf die Fenster und den Dachreiter, im Originalzustand wieder aufgebaut. Am 21. März 1954 erfolgte die Einweihung.

## Kirchenbau
Die Kapelle gilt als Kleinod der Backsteinkunst. Während der Kirchbau nach dem Zweiten Weltkrieg praktisch originalgetreu wiederhergestellt wurde, gab es im Innenraum einige Veränderungen zur Kapelle aus dem 14. Jahrhundert. Die flache Holzdecke wurde durch ein Holztonnengewölbe ersetzt. Das Altarfenster zeigt die Auferstehung Christi und stammt aus dem Jahr 1954. Die Glocke aus dem Jahr 1954 wird bis heute mit der Hand geläutet. Die liturgischen Geräte der Kirche stammen von Siegfried Zimmermann.